# دی‌ان

بوتادی‌ان

دی ان(به انگلیسی: diene) یا دی اولفین(به انگلیسی: diolefin) گونه‌ای از هیدروکربن ها هستند که در آن دو پیوند دوگانه بین اتم های کربن وجود دارد.این ترکیبات در صنایع پلیمر به عنوان مونومر کارایی زیادی دارند.
دی ان‌ها بر اساس مکان نسبی پیوند دوگانه شان به صورت زیر طبقه‌بندی می‌شوند:
1- ایزوله: که در آن پیوند‌های دوگانه به وسیله یک یا چند sp3-hybridized پیوند کربن از هم جدا شده اند.
2- مزدوج شده: بین دو پیوند دوگانه فقط یک پیوند یگانه وجود دارد.
3- متراکم شده یا غیر مزدوج: که در آن  بین دو پیوند دوگانه دو یا چند پیوند یگانه وجود دارد.